# Ai Qing
Ai Qing, geboren als Jiang Zhenghan (Chinees: 蒋正涵) (Fantianjiangcun, Fucun, Jindong, Jinhua, Zhejiang, 27 maart 1910 - Peking, 5 mei 1996) was een beroemde Chinese schrijver en moderne dichter. Zijn oorspronkelijke familienaam was Jiang. Zijn geboorteplaats is tevens zijn jiaxiang. 
In 1928 ging hij naar de Hangzhou Xihu Art school. Een jaar later ging hij voor drie jaar naar Frankrijk als uitwisselingsstudent. 
Tijdens de Chinees-Japanse oorlog verhuisde hij meerdere malen en in 1944 werd hij lid van de Chinese Communistische Partij. 
In 1958 werd hij door de communisten als rechts bestempeld en hij kwam in een heropvoedingskamp in Heilongjiang en een jaar later in Shihezi. In 1979 werd hij gerehabiliteerd. Hij overleed op 5 mei 1996 in Peking.

## Pseudoniem
In 1933 werd hij gevangen en gemarteld door de Kuomintang, vanwege zijn boek DaAn River—My Wet-nurse. De toenmalige Kuomintangleider heette Jiang Jieshi. Ze deelden dus beiden dezelfde familienaam. Uit bitterheid schreef hij zijn familienaam door het radicaal 艹 en vervolgens een X eronder te zetten. Het werd 艾 (Ai) en hij droeg het als familienaam voor de rest van zijn leven. Zijn nageslacht heeft ook deze nieuwe familienaam gekregen.

## Familie
Ai Qing is drie keer getrouwd geweest en had vier zonen een twee dochters. Hij was de vader van de beroemde kunstenaar Ai Weiwei.
- Bibsys: 12005840
- Biblioteca Nacional de España: XX1701303
- Bibliothèque nationale de France: cb119176232 (data)
- CiNii: DA01856947
- Digitale Bibliotheek voor de Nederlandse Letteren: qing001
- Gemeinsame Normdatei: 118951181
- International Standard Name Identifier: 0000 0001 2145 2856
- Library of Congress Control Number: n81020333
- Nationale Bibliotheek van Letland: 000201035
- Bibliotheek van het Japanse parlement: 00314463
- Nationale Bibliotheek van Tsjechië: ola2002142387
- Nationale bibliotheek van Australië: 36730198
- Nationale Bibliotheek van Israël: 987007257536505171
- Nationale en Universitaire bibliotheek Zagreb: 000302839
- Nederlandse Thesaurus van Auteursnamen: 142177903
- Réseau des bibliothèques de Suisse occidentale: 02-A000004513
- Istituto Centrale per il Catalogo Unico: CFIV100205
- Système universitaire de documentation: 027047091
- Virtual International Authority File: 100268751
- WorldCat: E39PBJrrtRgRFTpmggMptwWkXd